# Lijst van nummer 1-hits in Zwitserland in 2008
Deze hits stonden in 2008 op nummer 1 in de Schweizer Hitparade, de bekendste hitlijst in Zwitserland.
| Datum        | Artiest                                | Titel                    |
| ------------ | -------------------------------------- | ------------------------ |
| 6 januari    | Geen Top 75 verschenen                 | Geen Top 75 verschenen   |
| 13 januari   | Timbaland & OneRepublic                | Apologize                |
| 20 januari   | Timbaland & OneRepublic                | Apologize                |
| 27 januari   | Stefanie Heinzmann                     | My man is a mean man     |
| 3 februari   | Stefanie Heinzmann                     | My man is a mean man     |
| 10 februari  | Leona Lewis                            | Bleeding love            |
| 17 februari  | Leona Lewis                            | Bleeding love            |
| 24 februari  | Leona Lewis                            | Bleeding love            |
| 2 maart      | Leona Lewis                            | Bleeding love            |
| 9 maart      | Leona Lewis                            | Bleeding love            |
| 16 maart     | Leona Lewis                            | Bleeding love            |
| 23 maart     | Leona Lewis                            | Bleeding love            |
| 30 maart     | Leona Lewis                            | Bleeding love            |
| 6 april      | Duffy                                  | Mercy                    |
| 13 april     | Duffy                                  | Mercy                    |
| 20 april     | Duffy                                  | Mercy                    |
| 27 april     | Madonna & Justin                       | 4 Minutes                |
| 4 mei        | Madonna & Justin                       | 4 Minutes                |
| 11 mei       | Madonna & Justin                       | 4 Minutes                |
| 18 mei       | Madonna & Justin                       | 4 Minutes                |
| 25 mei       | Madonna & Justin                       | 4 Minutes                |
| 1 juni       | Madonna & Justin                       | 4 Minutes                |
| 8 juni       | Thomas Godoj                           | Love is you              |
| 15 juni      | Baschi                                 | Bring en hei             |
| 22 juni      | Baschi                                 | Bring en hei             |
| 29 juni      | Baschi                                 | Bring en hei             |
| 6 juli       | Kid Rock                               | All summer long          |
| 13 juli      | Kid Rock                               | All summer long          |
| 20 juli      | Kid Rock                               | All summer long          |
| 27 juli      | Kid Rock                               | All summer long          |
| 3 augustus   | Kid Rock                               | All summer long          |
| 10 augustus  | Kid Rock                               | All summer long          |
| 17 augustus  | Kid Rock                               | All summer long          |
| 24 augustus  | Katy Perry                             | I kissed a girl          |
| 31 augustus  | Katy Perry                             | I kissed a girl          |
| 7 september  | Katy Perry                             | I kissed a girl          |
| 14 september | Katy Perry                             | I kissed a girl          |
| 21 september | Katy Perry                             | I kissed a girl          |
| 28 september | Katy Perry                             | I kissed a girl          |
| 5 oktober    | Katy Perry                             | I kissed a girl          |
| 12 oktober   | P!nk                                   | So what                  |
| 19 oktober   | P!nk                                   | So what                  |
| 26 oktober   | P!nk                                   | So what                  |
| 2 november   | P!nk                                   | So what                  |
| 9 november   | Gölä                                   | I ha di gärn             |
| 16 november  | Jodlerklub Wiesenberg & Francine Jordi | Das feyr vo dr sehnsucht |
| 23 november  | Jodlerklub Wiesenberg & Francine Jordi | Das feyr vo dr sehnsucht |
| 30 november  | Jodlerklub Wiesenberg & Francine Jordi | Das feyr vo dr sehnsucht |
| 7 december   | Jodlerklub Wiesenberg & Francine Jordi | Das feyr vo dr sehnsucht |
| 14 december  | Jodlerklub Wiesenberg & Francine Jordi | Das feyr vo dr sehnsucht |
| 21 december  | Jodlerklub Wiesenberg & Francine Jordi | Das feyr vo dr sehnsucht |
| 28 december  | Geen Top 75 verschenen                 | Geen Top 75 verschenen   |